# Прайс (остров)
Вижте пояснителната страница за други значения на Прайс.

Остров Прайс (на английски: Price Island) е 28-ият по големина остров край западните брегове на Канада в Тихия океан. Площта му е 166 км2, която му отрежда 121-во място сред островите на Канада. Административно принадлежи към канадската провинция Британска Колумбия. Необитаем
Островът се намира край северното крайбрежие на Британска Колумбия, на югозапад от остров Суиндъл, от който го отделя широкия 300 м проток Хигинс. На изток и югоизток е залива Милбанк, а зад него са по-малките острови Даугър и Лейди Дъглас. На северозапад е протока Хеката, а на югозапад залива Кралица Шарлота, като границата между тях се прекарва право на запад от най-южната точка на остров Прайс – нос Дей.
Бреговата линия с дължина 98 км е слабо разчленена. По западното крайбрежие обаче има десетки много малки заливчета, островчета, скали и рифове. Дължината на острова от север на юг е 23 км, а максималната му ширина в северната част е 10 км.
Релефът е предимно равнинен и нискохълмист с максимална височина 207 м – връх Джоселин Хилс. Има множество малки езера.
Климатът е умерен, морски, влажен, предпоставка за пълноводни почти през цялата година къси реки. Голяма част от острова е покрита с гъсти иглолистни гори, които предоставят идеални условия за богат животински свят.
През епохата на холоцена островът е бил център на активна вулканична дейност и основните скали, от които е изграден острова са базалтите, изхвърлени от близкия вулкан.
Островът е открит през август 1792 г. от испанския морски лейтенант Джасинто Кааманьо (1759-1825), участник в голямата испанска експедиция възглавявана от Хуан Франсиско де ла Бодега и Куадра. През 1866 г. британският морски капитан Даниел Пендер, който участва в мащабните топографски дейности извършени по това време по западното крайбрежие на Канада го кръщава в чест на друг морски капитан Джон Адолфус Поуп Прайс, също участник в кампанията.